# L'Étrange Affaire du djinn du Caire
L'Étrange Affaire du djinn du Caire (titre original : A Dead Djinn in Cairo) est une nouvelle de fantasy et de fantastique écrite par P. Djèlí Clark et parue en 2016 aux éditions Tor.com puis traduite en français et publiée dans le recueil « Les Tambours du dieu noir » paru aux éditions L'Atalante en 2021. Elle est la première œuvre de la série Ministère égyptien de l'Alchimie, des Enchantements et des Entités surnaturelles.
Elle a été proposée au prix Locus de la meilleure nouvelle longue 2017.

## Résumé
Le Caire, 1912. Fatma el-Sha’arawi est une jeune femme de vingt-quatre ans travaillant comme agente spéciale du ministère égyptien de l'Alchimie, des Enchantements et des Entités surnaturelles. Elle vient d'être appelée en compagnie d'Aasim Sharif, inspecteur de police, à la suite de la découverte d'un cadavre. Le mort s'avère être un djinn. Quelques déductions rapides lui permettent de comprendre que le djinn s'est suicidé, rendant l'affaire plus complexe qu'elle ne le semblait au premier abord. De plus, deux découvertes la laissent perplexe : la présence de quatre glyphes dessinées au sol autour du cadavre et d'une longue plume métallique qui appartenait à un ange.
Fatma et Aasim se rendent ensuite dans la demeure d'un ange nommé Créateur, qui crée les corps de tous les anges. En plein travail de construction de ce qu'il nomme l'horloge la plus extraordinaire de tous les mondes, destinée à unifier le temps en un seul et unique lieu, Créateur leur dévoile l'identité de l'ange à qui appartient la plume trouvée dans l'appartement du djinn mort : Moissonneur, qui habite dans le quartier du cimetière, dans les bas-fonds de la ville.
Une fois trouvé le domicile du Moissonneur, Fatma et Aasim y découvrent le corps sans vie de l'ange, entouré au sol des mêmes glyphes que celles qui encerclaient le cadavre du djinn. Fatma est alors attaquée par une goule. La janbiya qu'elle porte toujours à la taille lui permet de trancher un bras de la créature, qui revient malgré tout à l'attaque, n'étant finalement mais définitivement stoppée que par une balle tirée par le révolver de Fatma. De nombreuses goules déferlent alors vers la jeune femme et Aasim mais les créatures ne les touchent pas et s'enfuient du domicile de Moissonneur.
Plus tard, alors que Fatma déambule dans les rues du Caire, ses pensées toutes tournées vers les décès du djinn et de l'ange, essayant de trouver une théorie qui les unirait, elle est heurtée par une personne et s'aperçoit peu après que la montre à gousset en or que son père horloger lui a donnée a disparu. Elle aperçoit le voleur au bout de la rue, ce dernier semblant la narguer en balançant la montre au bout de sa chaînette. Fatma lui donne la chasse, pour se retrouver dans une impasse où l'inconnu a disparu. Il réapparaît subitement derrière elle et un combat s'engage, Fatma se servant de sa canne contre les pointes acérées qui se trouvent au bout des doigts de son adversaire. Un coup renverse Fatma et l'inconnu la chevauche, puis lui adresse la parole pour la complimenter sur ses talents de combattante, dévoilant ainsi une voluptueuse voix de femme. Elle lui rend sa montre et lui donne une pièce en bronze tout en lui demandant de se rendre dans la Maison de la Dame aux étoiles. Elle file tout de suite après, escaladant un mur qu'aucun être humain n'aurait pu franchir ainsi.
Fatma se rend au marché de Khân al-Khalili, près duquel se dresse la Maison de la Dame aux étoiles. Elle y retrouve une prêtresse du culte local d'Hathor nommée Merira avec laquelle elle a déjà eu affaire, ainsi que la femme qui l'a assailli un peu plus tôt, découvrant qu'elle s'appelle Siti. Merira lui dévoile que Rika, la prostituée qui était entretenue par le djinn décédé, est venue trouver refuge chez elle et qu'elle lui a raconté ce que le djinn projetait : mourir pour permettre à d'anciens dieux de venir sur Terre puis revenir à la vie. Merira leur apprend alors une ancienne prophétie djinn : la même nuit, un djinn offre son sang et sa vie, un ange fauche les morts et un autre ouvre un portail vers un autre monde. Fatma comprend qu'in ne peut s'agir que de Créateur et que son horloge serait l'instrument qui permettrait d'ouvrir le portail.
Fatma et Siti se rendent dans la demeure de Créateur, juste avant l'aube. Quand le soleil commence à poindre, Créateur se suicide et un portail commence à s'ouvrir devant l'horloge, qui est maintenant en mouvement, de nombreux cadavres de goules se trouvant tout autour. De longs pseudopodes sortent alors du portail et tentent d'atteindre les deux femmes. Fatma en découpe un avec sa janbiya tandis que Siti en lacère plusieurs avec les pointes acérées qui couvrent ses doigts. Fatma parvient alors à accéder à l'horloge dans laquelle elle glisse sa montre à gousset afin de bloquer le mécanisme. Son idée fonctionne et le portail se referme petit à petit.
Peu après, Fatma et Siti se séparent avec la promesse de se retrouver autour d'un bon repas dans le restaurant nubien que tient la famille de Siti dans le centre du Caire.